# Ilitxovo (Nóvgorod)
|  | Per a altres significats, vegeu «Ilitxovo». |

Ilitxovo (en rus: Ильичёво) és un poble de l'óblast de Nóvgorod, a Rússia, segons el cens del 2011 tenia 17 habitants.